# Eichenbach
Eichenbach é um município da Alemanha localizada no distrito de Ahrweiler, no estado da Renânia-Palatinado. É membro da associação municipal de Verbandsgemeinde Adenau.